# Bode (månekrater)
Bode er et lille nedslagskrater på Månen. Det befinder sig nær det centrale område på Månens forside og er opkaldt efter den tyske astronom Johann E. Bode (1747 – 1826).
Navnet blev officielt tildelt af den Internationale Astronomiske Union (IAU) i 1935. 
Observation af krateret rapporteredes første gang i 1824 af Wilhelm Gotthelf Lohrmann.

## Omgivelser
Bode ligger nordvest for de sammensluttede Pallas-Murchison-kratere. Det ligger i et område med højslette mellem Mare Vaporum mod nordøst, Sinus Aestuum mod vest og Sinus Medii mod sydøst. 

## Karakteristika
Krateret er skålformet med en lille kraterbund og en højderyg langs den indre væg mod nordøst. Det har et mindre strålesystem, som når ud til en afstand af 130 km. Vest for krateret er der en samling riller ved navn Rimae Bode.

## Satellitkratere
De kratere, som kaldes satellitter, er små kratere beliggende i eller nær hovedkrateret. Deres dannelse er sædvanligvis sket uafhængigt af dette, men de får samme navn som hovedkrateret med tilføjelse af et stort bogstav. På kort over Månen er det en konvention at identificere dem ved at placere dette bogstav på den side af satellitkraterets midte, som ligger nærmest hovedkrateret. Bodekrateret har følgende satellitkratere:
| Bode | Længde  | Bredde | Diameter |
| ---- | ------- | ------ | -------- |
| A    | 9,0° N  | 1,2° W | 12 km    |
| B    | 8,7° N  | 3,1° W | 10 km    |
| C    | 12,2° N | 4,8° W | 7 km     |
| D    | 7,2° N  | 3,3° W | 4 km     |
| E    | 12,4° N | 3,4° W | 7 km     |
| G    | 6,4° N  | 3,5° W | 4 km     |
| H    | 12,2° N | 6,5° W | 4 km     |
| K    | 9,3° N  | 2,3° W | 6 km     |
| L    | 5,6° N  | 3,8° W | 5 km     |
| N    | 10,9° N | 3,9° W | 6 km     |